# 畢卡索的玫瑰時期

毕加索《拿着烟斗的男孩》，1905年

玫瑰時期是指毕加索在1904年至1906年主要使用暖色调的橙色和粉色作画的时期，与其之前的蓝色时期形成了鲜明的对比。在毕加索于1904年遇到了费尔南德之后他一直非常开心，这被认为是它改变了他的画风的一个重要原因。在玫瑰时期的画作中经常会出现马戏团表演，小丑和各种滑稽角色，后来这些成了毕加索余下绘画生涯的重要组成部分。穿着格子衫的滑稽角色成了毕加索的个人标志。
玫瑰时期的毕加索被认为受到了法国的影响，而蓝色时期则被认为受到了来自西班牙的影响，尽管这两种风格都出现于毕加索居住在巴黎的时期。
成交价最高的毕加索的画作《拿着烟斗的男孩》（Garçon à la pipe）就是他玫瑰时期的作品。
其他玫瑰时期的作品有：《穿衬裙的妇女》（Woman in a Chemise）(1904-1905)，《拿扇子的女人》（Lady with a Fan）(1905)，《两青年》（Two Youths）(1905)，《丑角家庭》（Harlequin Family）(1905)，《丑角家庭和猿》（Harlequin's Family With an Ape）(1905)，《杂技演员的家庭》（La famille de saltimbanques）(1905)，《男孩与狗》（Boy with a Dog）(1905)，《裸体男孩》（Nude Boy）(1906)，和《女孩与山羊》（The Girl with a Goat）（1906）。
经历了玫瑰时期之后，毕加索进入了非洲时期。